# ジョージア議会
ジョージア議会（ジョージアぎかい、グルジア語: საქართველოს პარლამენტი, サカルトヴェロス・パルラメンティ）は、ジョージアの立法府である。

## 概要
一院制、定数150、任期4年。
2020年総選挙までは比例代表120議席（阻止条項あり。得票率1パーセント）、小選挙区30議席（2回投票制）の小選挙区比例代表並立制で選出されていたが、2024年総選挙から拘束式政党名簿比例代表に一本化された。得票率5パーセントの阻止条項がある。